# رندییوو
رندییوو (به لاتین: Řendějov) یک منطقهٔ مسکونی در جمهوری چک است که در ناحیه کوتنا هورا واقع شده‌است.